# 葉飾り刺繍の画家
葉飾り刺繍の画家（はかざりししゅうのがか）または枝葉の刺繍の画家（えだはのししゅうのがか、オランダ語: Meester van het Geborduurde Loofwerk）は、1480年から1510年頃フランドルで活動した実名不詳の画家である。

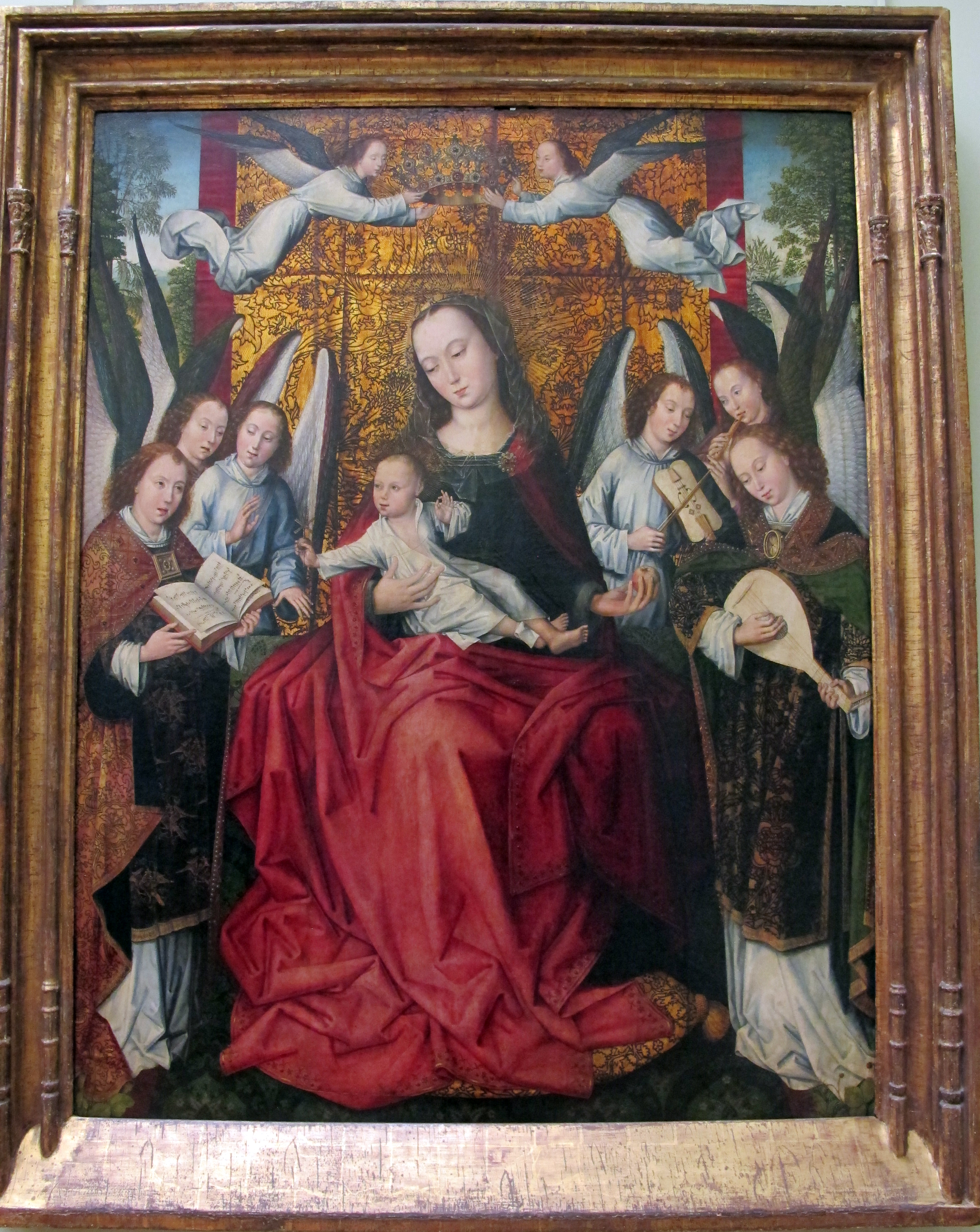
奏楽天使に囲まれた聖母子、油彩、ルーヴル美術館蔵
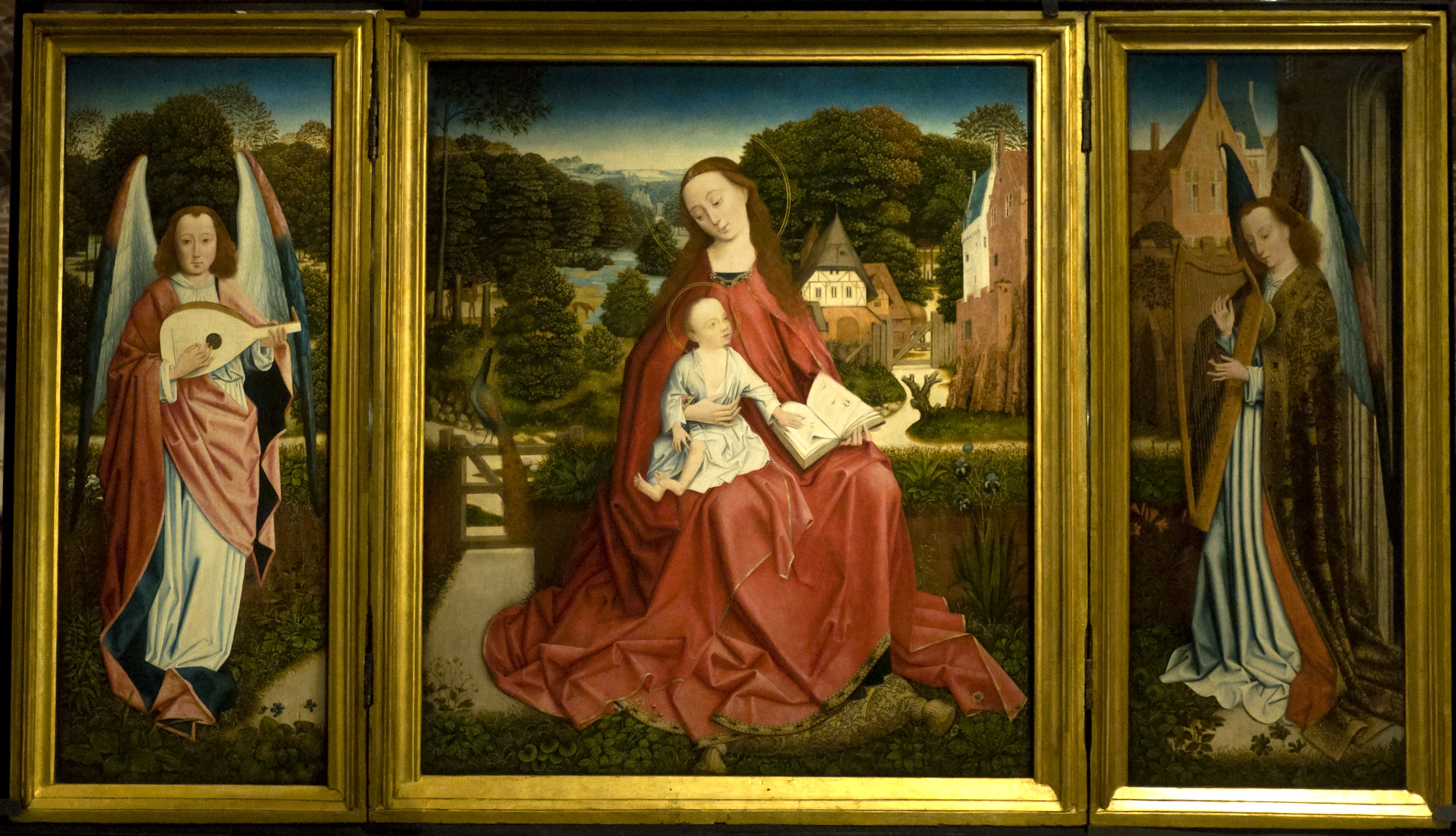
聖母子と奏楽天使が描かれた三連祭壇画、1490年頃、リール美術館蔵
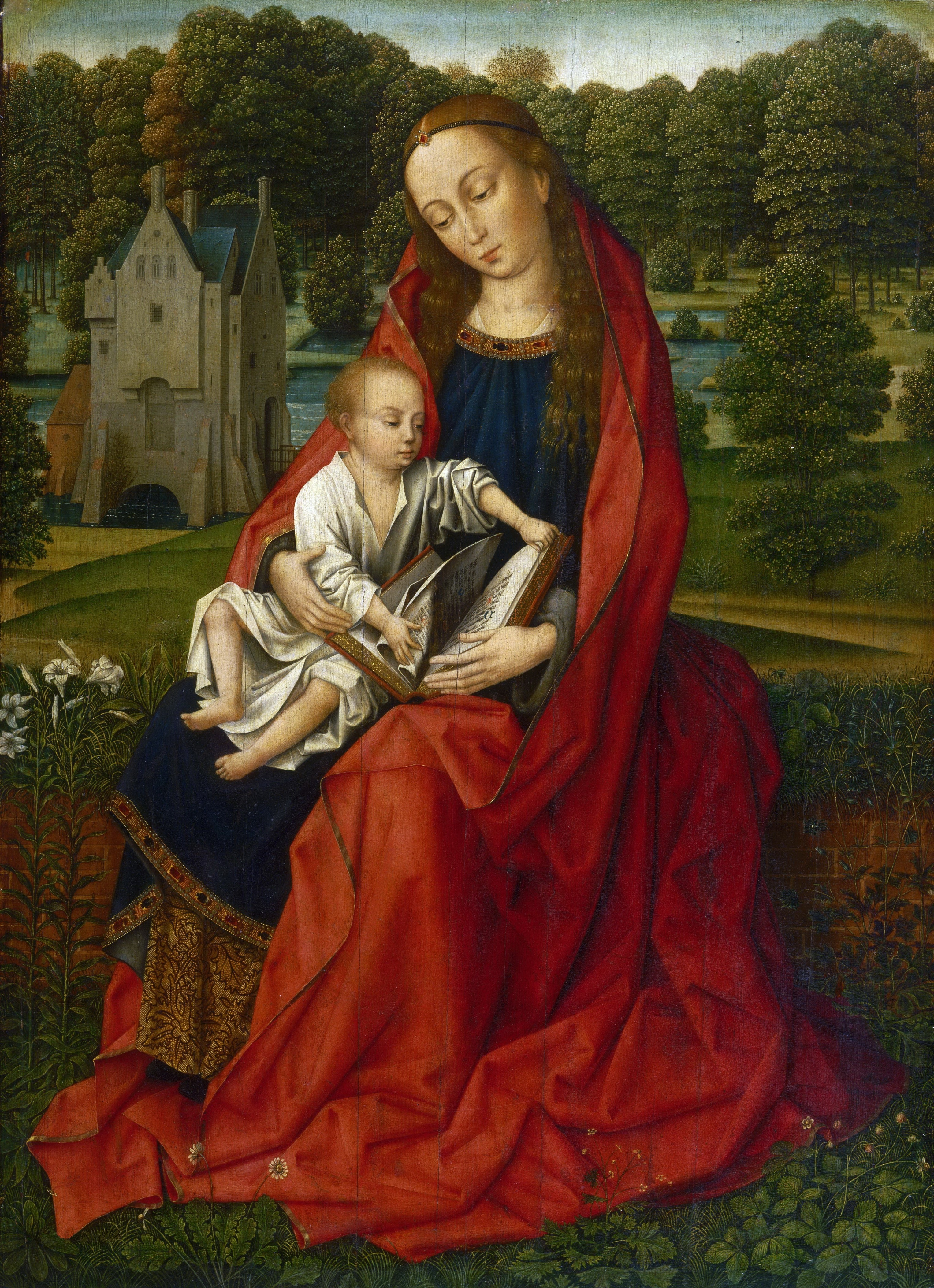
「風景の中の聖母子」木板パネルに油彩、1500年頃、フィラデルフィア美術館蔵
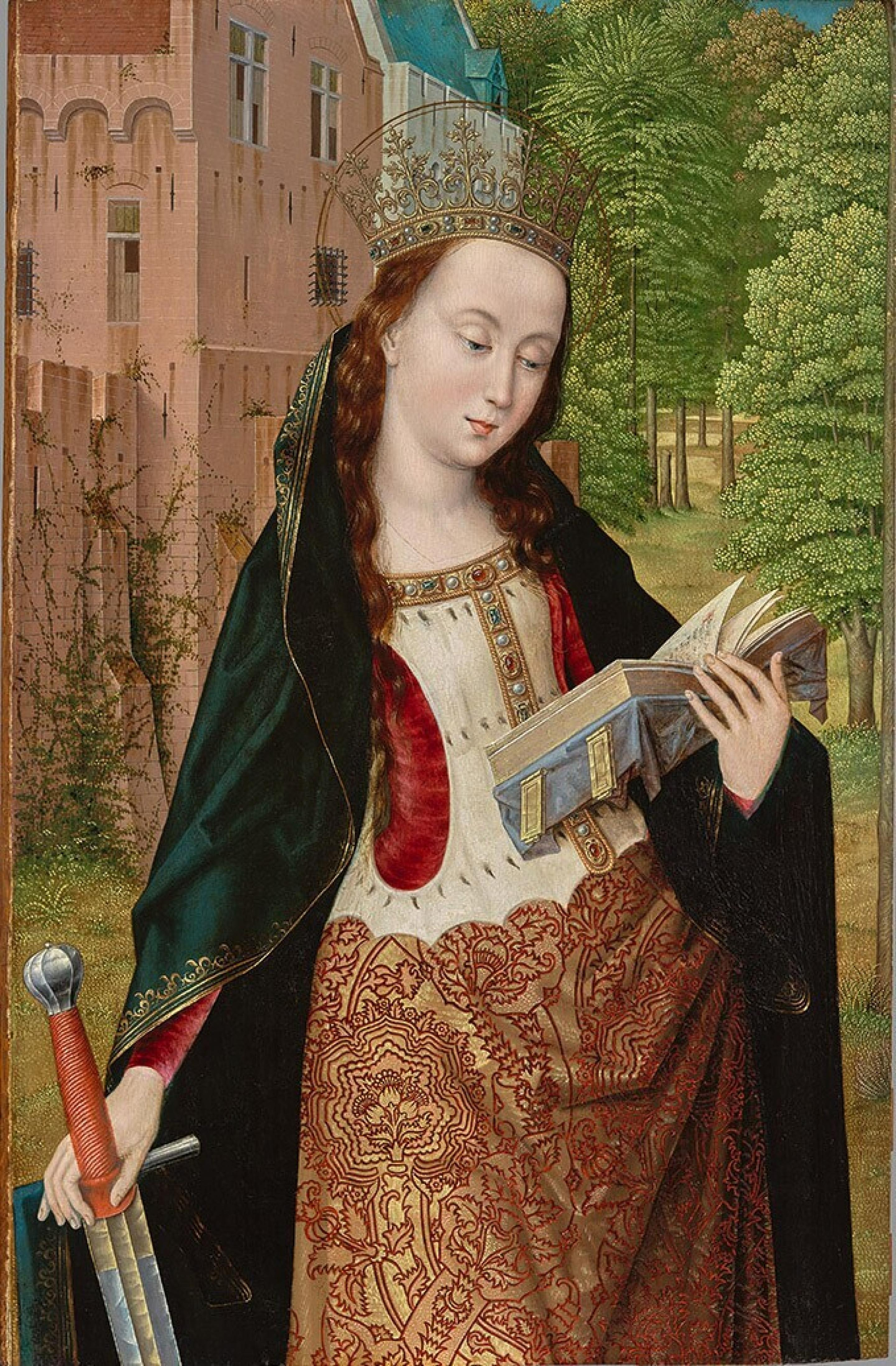
「聖カタリナ」（アレクサンドリアのカタリナ）油彩、1500年頃、オランダ文化遺産庁、ボイマンス・ヴァン・ベーニンゲン美術館寄託
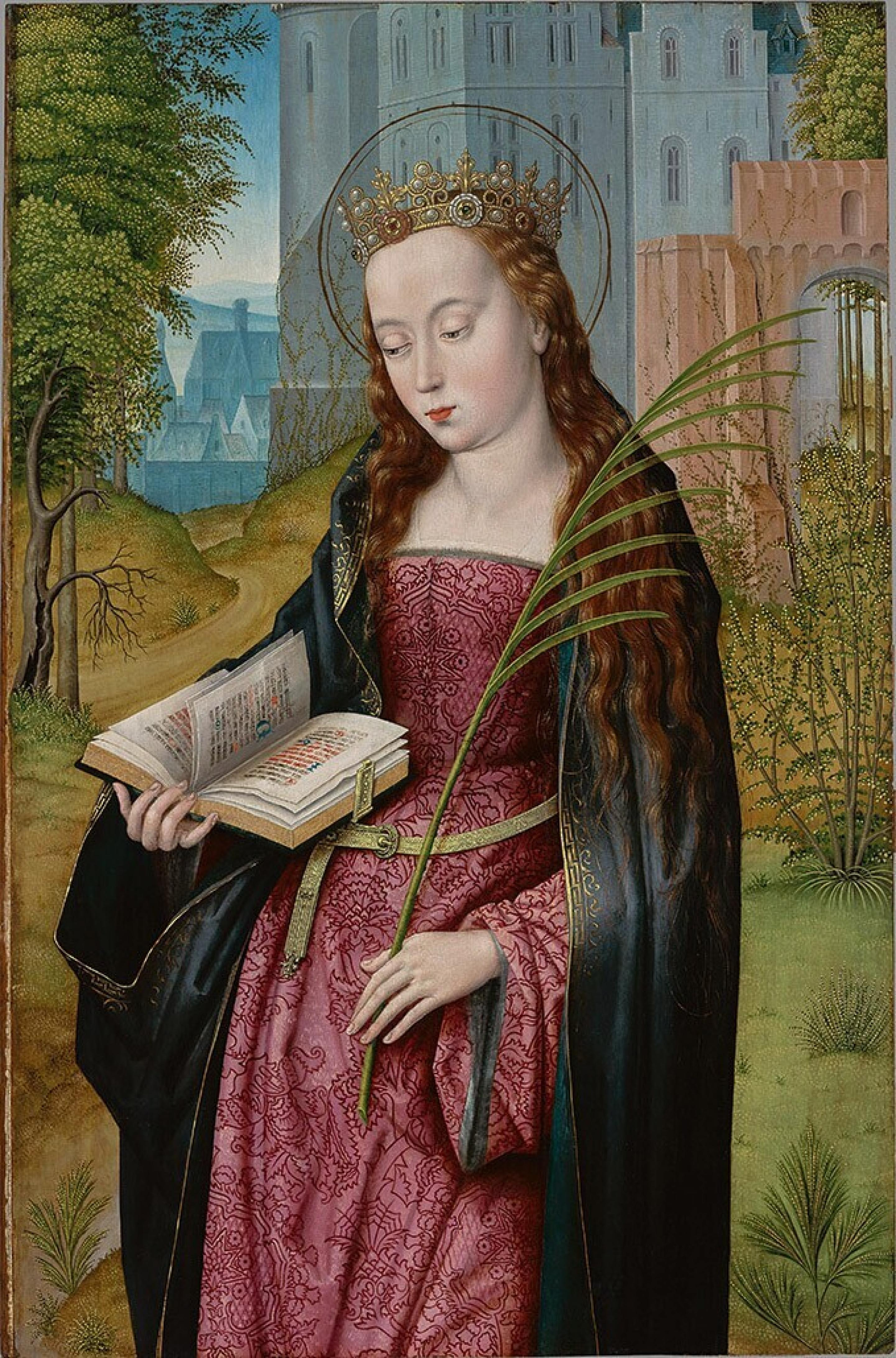
「聖バルバラ」油彩、1500年頃、オランダ文化遺産庁、ボイマンス・ヴァン・ベーニンゲン美術館寄託